# Lüterkofen-Ichertswil
Lüterkofen-Ichertswil – miejscowość i gmina w Szwajcarii, w kantonie Solura, w jednostce administracyjnej (Amtei) Bucheggberg-Wasseramt, w okręgu Bucheggberg. Powstała w 1961 r. z połączenia gmin Lüterkofen oraz Ichertswil.

## Demografia
W Lüterkofen-Ichertswil mieszka 910 osób. W 2021 roku 8,1% populacji gminy stanowiły osoby urodzone poza Szwajcarią. 